# Akysis scorteus
Akysis scorteus — вид риб з роду Akysis родини Akysidae ряду сомоподібні. Видова назва походить від латинського слова scorteus, тобто «шкіряний».

## Опис
Загальна довжина сягає 3,2 см. Голова велика. Морда сильно сплощена. Очі невеличкі, більше ніздрів. Діаметр ніздрів, невеличкий, дорівнює відстані між ніздрями та основою вусів. Є 4 пари вусів. Щелепи майже дорівнюють одна одній, проте верхня трохи довша за нижню. Тулуб подовжений зі шкіряними наростами, хвостове стебло тонке. Скелет складається з 31—32 хребців. У спинному плавці є 1 колючий і 5 м'яких променів, в анальному — 9—10 м'яких променів. Грудні плавці витягнуті, помірно широкі. Задній край шипів грудних плавців наділений 3 опуклостями. У самців коротші черевні плавники і опуклий статевий сосочок. Хвостовий плавець з виїмкою, не сильно роздвоєний.
Загальний фон коричнево-жовтий. На голові присутні цятки. В області спинного та жирового плавців — бліді плями. Розпливчаста пляма розташована біля основи хвостового плавця. На ньому також є широка темна смуга.

## Спосіб життя
Є демерсальною рибою. Зустрічається в невеликих річках з помірною або швидкою течією. Віддає перевагу піщано-кам'янисті ґрунтам. Вдень заривається у ґрунт або ховається під камінням. Активний вночі. Живиться водними безхребетними.
Нерест груповий (1 самиця і декілька самців) над кам'янистим ґрунтом. Інкубаційний період триває 4 доби.

## Розповсюдження
Мешкає у басейні Вей-Сепутіх (центральна Суматра, Індонезія).